# Bevermühlen
Mit Bevermühlen werden mehrere ehemalige Wassermühlen an der Bever im Münsterland bezeichnet.

## Geschichte
Die Bever gilt als „fleißiger Fluss“ im Münsterland. Anders als die meisten anderen Flüsse dieser Region führt sie eine große Wassermenge mit einem starken Gefälle. Von der Quelle bis zur Mündung fällt sie um 25 Meter. Allein in Ostbevern fällt der Fluss um 4,5 Meter. Damit verfügt sie über eine ausreichend hohe potentielle Energie. Seit alters her wurden Mühlen an der Bever betrieben; um Staurechte, Stauhöhe und Stauzeiten wurde gestritten. Die Staurechte lagen zumeist bei Klöstern oder Adelssitzen. Bis in die 1950er Jahre wurde die Bever in den Herbstmonaten aufgestaut, was zur Folge hatte, dass die gesamten Beverwiesen geflutet wurden, um genügend Wasser für den Betrieb der Mühlen über den Winter zu haben. In den 1960er Jahren wurden diese Staurechte von den Unterhaltungsverbänden aufgekauft und der Mühl- und Staubetrieb eingestellt. Heute ist keine Mühle mehr an der Bever in Betrieb.

## Die Mühlen im Einzelnen
Es gibt bzw. gab folgende Mühlen (in Berg-Tal-Richtung aufgelistet):

### Kloster Vinnenberg
- (52° 1′ 37″ N, 7° 58′ 1,2″ O)

Das Kloster Vinnenberg in Milte durfte die erste Mühle am Fluss betreiben. Dies war eine Mühle, die Umflut betrieben wurde. Der Koog ist noch vorhanden, die Umflut nicht mehr am Fluss angeschlossen. In dem Mühlbetrieb ist heute eine Gastwirtschaft untergebracht.

### Kloster Rengering
- (52° 1′ 40,7″ N, 7° 54′ 15,2″ O)

Das Kloster Rengering in Ostbevern betrieb die zweite Mühle. Nach der Aufhebung des Klosters wurde die Mühle vom jeweiligen Bauern weiterbetrieben, zuletzt von Bauer Hohenkirch. Die Umflut ist heute von der Bever getrennt, der Koog ist noch vorhanden. Auf der noch vorhandenen Brücke zur Mühle steht heute noch der Brückenheilige Nepomuk. Betrieben wurde eine Ölmühle, eine Bokemühle und eine Getreidemahlmühle.

### Kocks Mühle
- (52° 2′ 0,5″ N, 7° 50′ 22,3″ O)

Seit Ende des 18. Jahrhunderts steht sie im Dorf Ostbevern. Es handelt sich um eine Doppelmühle; eine Korn- und Bockemühle, die direkt am Wehr am 14. Juli 1844 in Betrieb genommen wurde. Das Haus Bevern besaß das Staurecht und betrieb die Mühle. Beide Mühlen hatten ein eigenes Wasserrad. Die Bockemühle wurde 1921 abgerissen, die Kornmühle war noch bis Anfang der 1960er Jahre vom Müller Burgholt in Betrieb gehalten. In den 1970er Jahren wurde sie vom Fahrzeugbauer Hermann Kock aufgekauft und restauriert. Heute wird sie für Ausstellungen und Konzerte genutzt. Nebenan ist ein historisches Kutschenmuseum. Hier gab es im Oktober 2011 eine Veranstaltung der Universität Münster zu Kunst und Wissenschaft unter dem Titel „Multitalent Bever“.

### Schulze Osthoffs Mühle
- (52° 1′ 25″ N, 7° 47′ 35,1″ O)

Schulze Osthoffs Mühle war eine Kornmühle in Westbevern mit Umflut. Sie wurde vom Bauern Schulze Osthoff betrieben. Die Koogs sind noch vorhanden, die Umflut vom Fluss getrennt. Sie ist die einzige Bevermühle, die nicht im Besitz eines Klosters oder eines Adelsgeschlechtes war. Der Hof, wie auch die Mühle wurden erstmals 1339 erwähnt. Gerichtlich gehörte sie zu Ostbevern, im Kommunal- und Pfarrverband jedoch zu Westbevern. Erst 1829 erfolgte eine endgültige Grenzregelung zwischen den beiden Bevergemeinden. Auch das Mühlhaus steht noch und wird heute anderweitig genutzt.

### Haus Langen
- (52° 1′ 1″ N, 7° 45′ 39,9″ O)

Haus Langen war die letzte Bevermühle in Westbevern vor der Mündung in die Ems. Die Freiherren von Langen besaßen hier das Staurecht und betrieben eine Doppelmühle am Wehr, wie in Ostbevern. Es sind noch beide Mühlhäuser vorhanden; hier wurde ausschließlich Korn vermahlen.

## Bilder

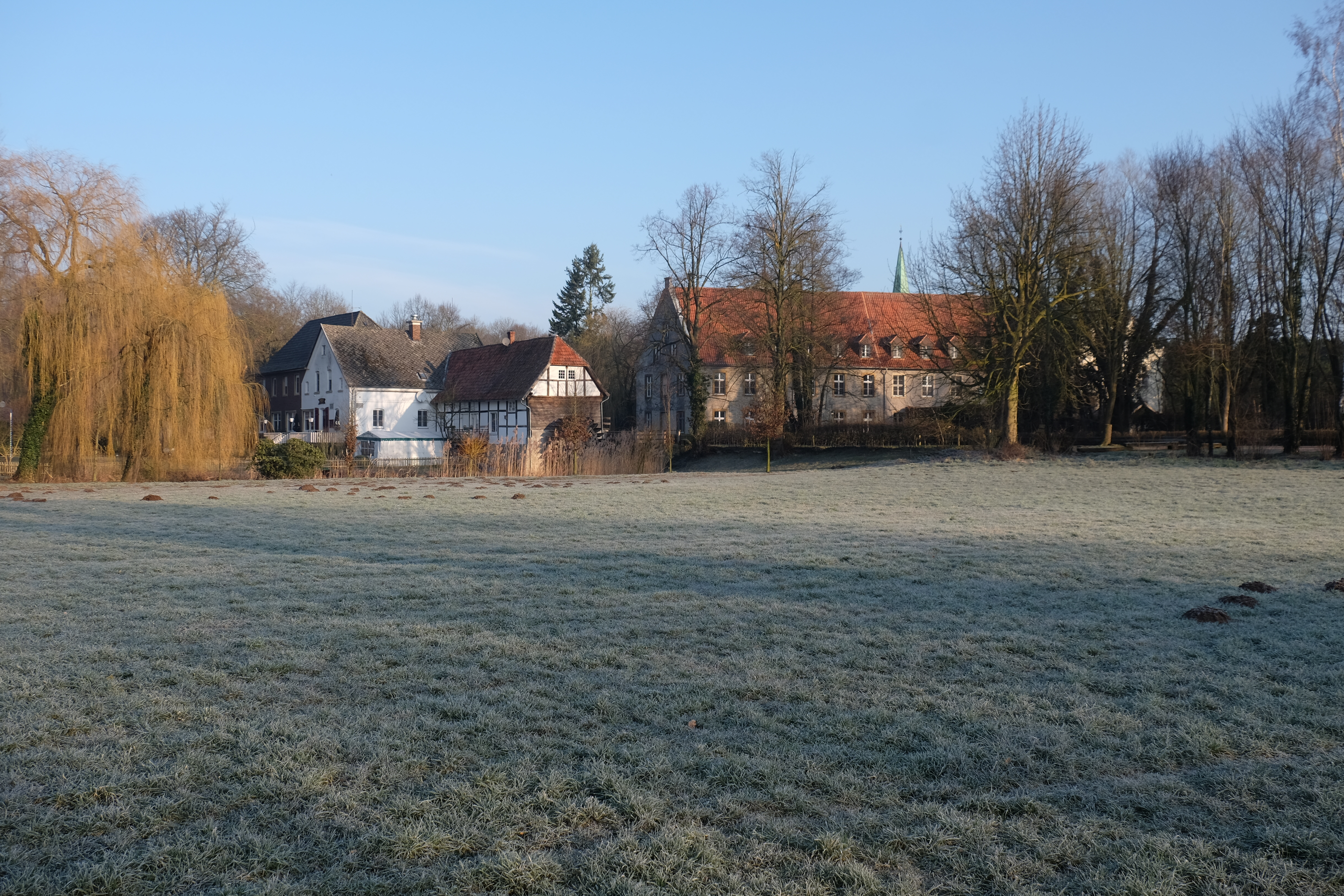
Klostermühle von Vinnenberg
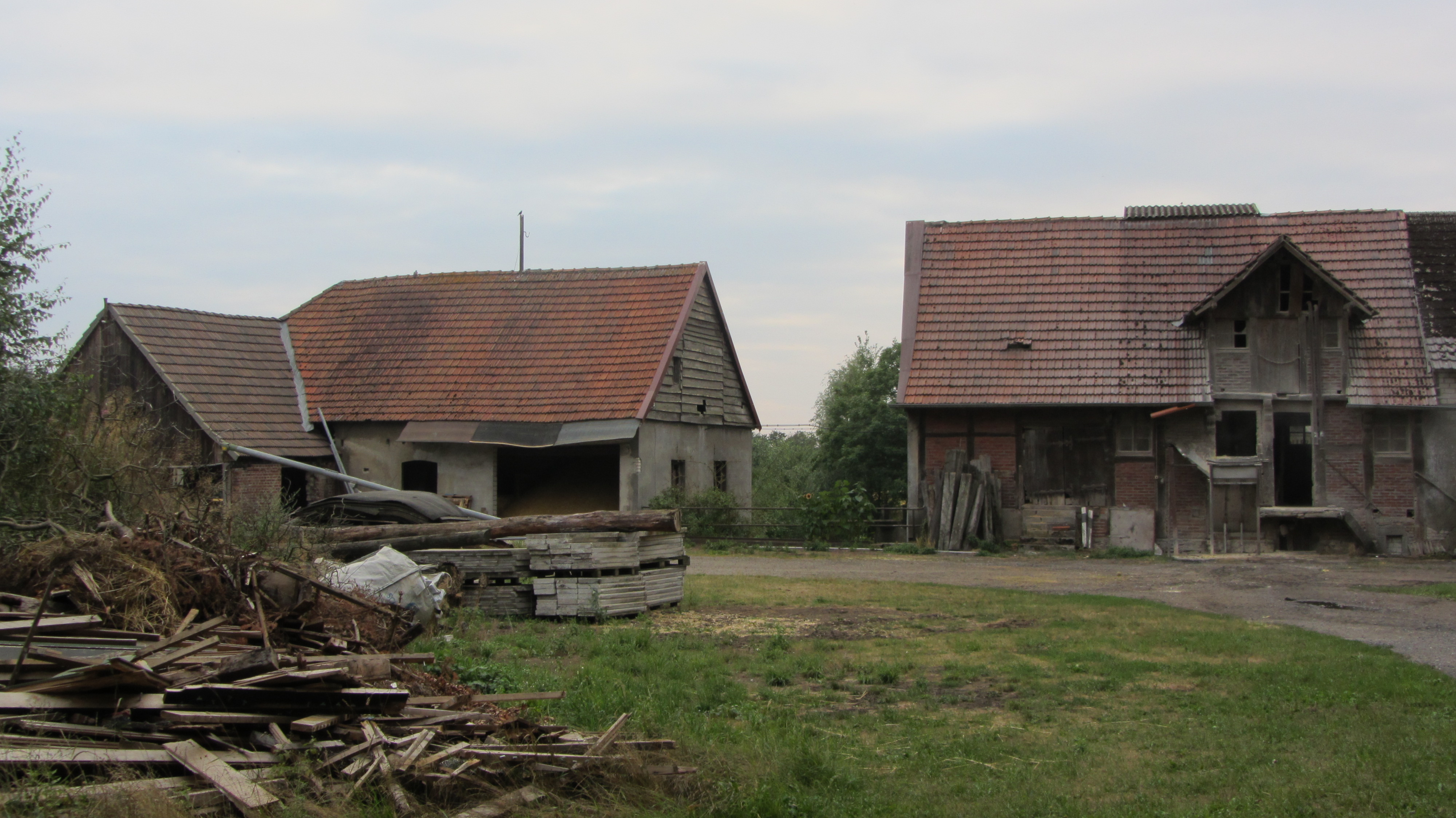
Doppelmühle Kloster Rengering
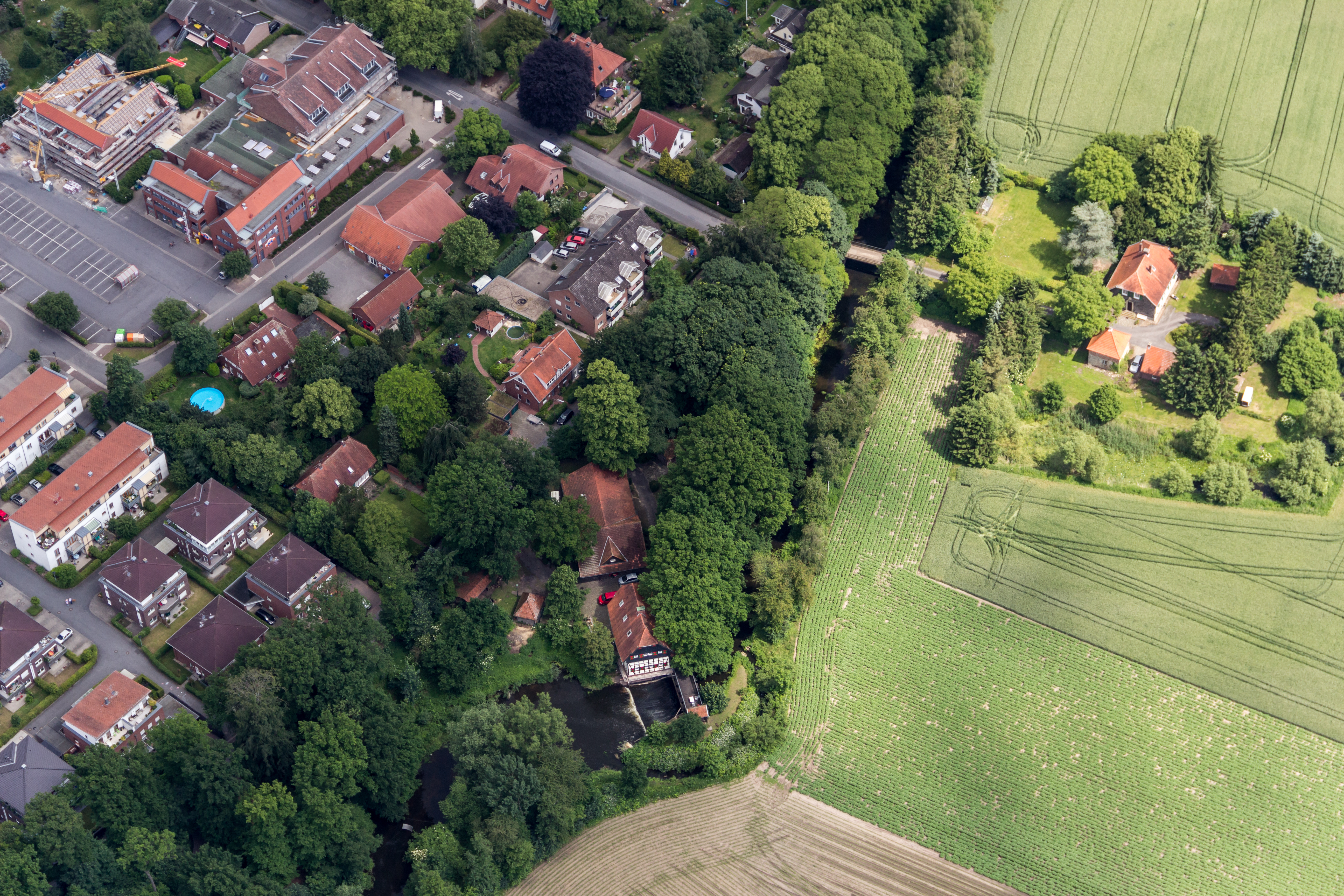
Kocks Mühle mit dem Haus Bevern
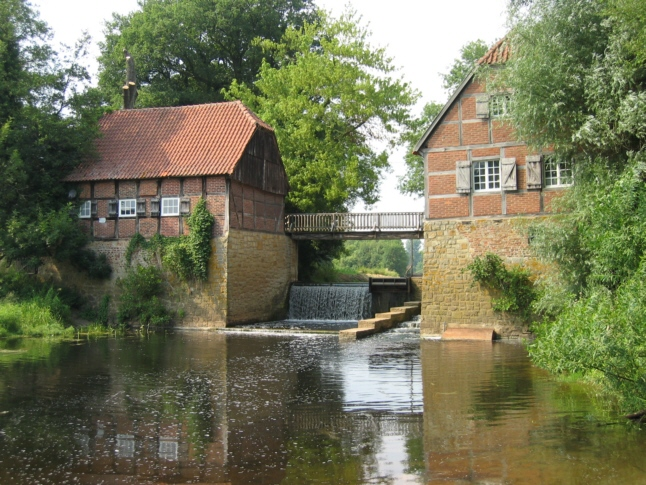
Doppelmühle Haus Langen